# Buchnera rosea
Buchnera rosea är en snyltrotsväxtart som beskrevs av Carl Sigismund Kunth. 
Buchnera rosea ingår i släktet Buchnera och familjen snyltrotsväxter. Inga underarter finns listade i Catalogue of Life.